# غميتشي
غمیتشي هي قرية في مقاطعة أسكو، إيران. عدد سكان هذه القرية هو 527 في سنة 2006.